# Neue Wege

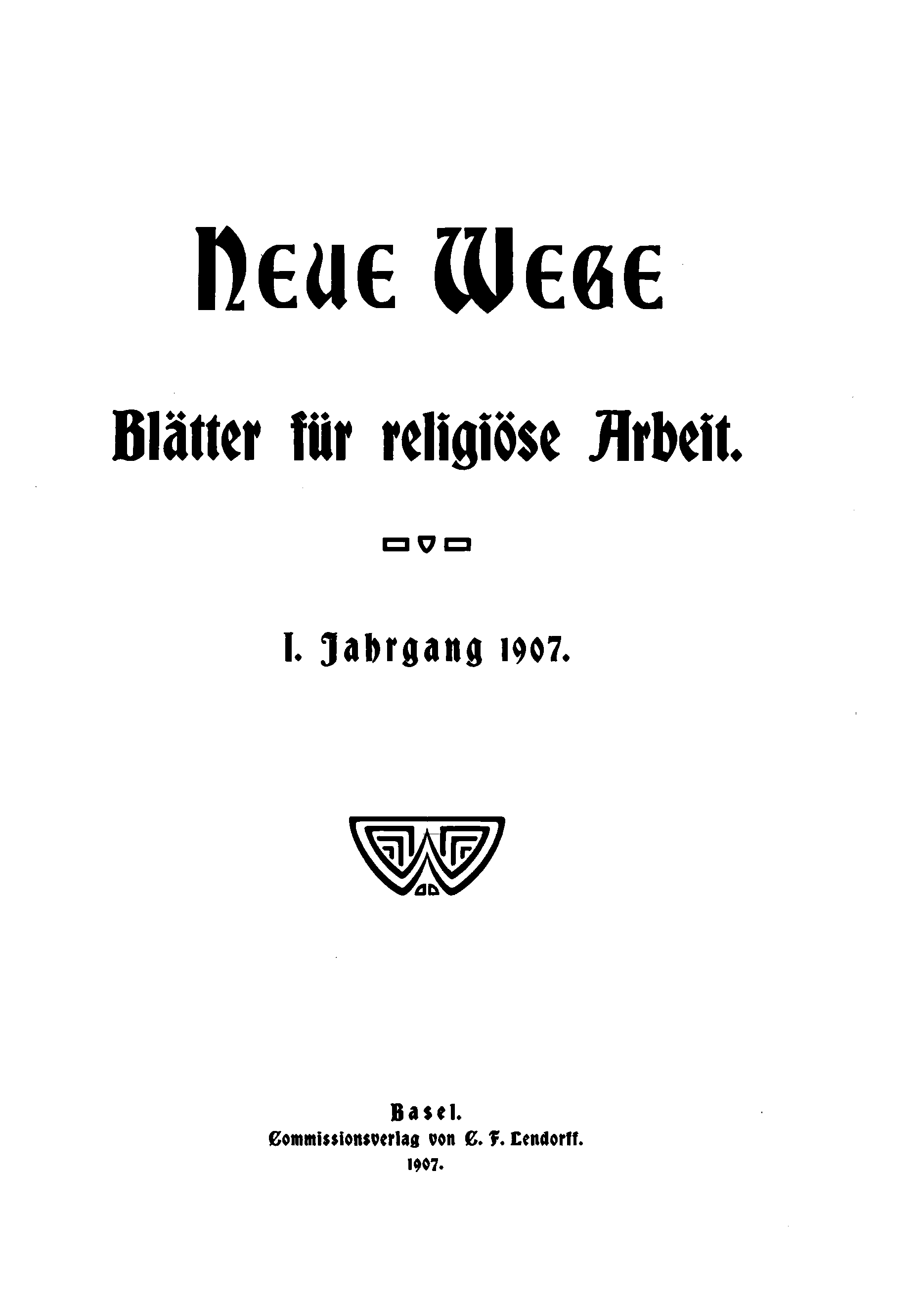

Neue Wege – Religion. Sozialismus. Kritik ist eine monatlich erscheinende schweizerische Zeitschrift, herausgegeben von der «Vereinigung der Freundinnen und Freunde der Neuen Wege». Die von grosser Kontinuität geprägte Zeitschrift mit wechselndem Titelzusatz publiziert Artikel verschiedener Autoren zu politischen, menschenrechtlichen, theologischen und ethischen Fragen, kommentiert globale Herausforderungen und innenpolitische Themen aus linker Perspektive. Sie ist verwurzelt in der religiös-sozialistischen Bewegung.

## Geschichte
Die Zeitschrift Neue Wege wurde 1906 von einer Gruppe sozial engagierter Theologen und Pfarrer in Zürich gegründet, darunter Benedikt Hartmann, Rudolf Liechtenhan, Paul Wernle und Leonhard Ragaz. Unter dem Einfluss von Ragaz näherten sich die Blätter für religiöse Arbeit (so der Untertitel) der Arbeiterbewegung an. Dieser Kurs wurde durch die Redaktoren Jean Matthieu (1912–1921), Lukas Stückelberger (1912–1921) sowie später Robert Lejeune (1920–1924) mitgetragen. Während des Ersten Weltkriegs, als die Sozialdemokratie dem Nationalismus verfiel, bescheinigte Lenin den Neuen Wegen einen radikalen Pazifismus.
Am Ende des Ersten Weltkriegs stellte sich die Zeitschrift auf die Seite des Landesstreiks vom November 1918, aber gegen den Beitritt der SPS zur Dritten Internationale, den die Parteimitglieder in einer Urabstimmung im September 1919 abgelehnt hatten.
Ragaz betreute die Zeitschrift ab 1924 bis zu seinem Tod 1945 allein. Er führte die Neuen Wege als Organ der Religiös-sozialen Vereinigung der Schweiz und wurde finanziell von der Vereinigung der Freunde der Neuen Wege unterstützt. Ragaz setzte sich für einen Antimilitarismus und einen internationalen Zivildienst ein, verfocht ein prophetisches Christentum, welches das Reich Gottes gegen die religionsförmige Verfestigung stellte, und vertrat gegen den «bolschewistischen Gewaltkommunismus» einen demokratischen und genossenschaftlichen Sozialismus. In den Neuen Wegen lancierte er seine Initiative «Die Abrüstung als Mission der Schweiz» (1924), während seine Gattin Clara Ragaz-Nadig die Abrüstungsaktivitäten der Internationalen Frauenliga für Frieden und Freiheit dokumentierte. Früh schon warnten die Neuen Wege vor der faschistischen Gefahr in Europa und forderten die Stärkung des Völkerbundes zur Friedenssicherung. Ab 1933 wurden Flüchtlinge aus Deutschland unterstützt.
Während des Zweiten Weltkriegs wurde die Zeitschrift wegen ihrer angeblichen neutralitätswidrigen Gesinnung und weil sie «die guten Beziehungen zum Ausland» gefährde, der Vorzensur unterstellt, worauf sie Ragaz etwa drei Jahre lang in halb illegalen Sendungen an seine Abonnenten verschickte. Im Juli 1944 erschien die Zeitschrift wieder und führte den Untertitel Blätter für den Kampf der Zeit.
Nach dem Tod von Leonhard Ragaz Ende 1945 übernahmen Paul Trautvetter und Hugo Kramer die Redaktion, zerstritten sich aber über der Einschätzung der Sowjetunion und die Rolle des Antikommunismus. Die Religiös-soziale Vereinigung spaltete sich in der Folge, und es bestanden in der Schweiz jahrelang zwei Organisationen des religiösen Sozialismus nebeneinander. Zwischen 1948 und 1969 war der Linkssozialist Hugo Kramer eine prägende Figur der Neuen Wege. Weitere Redaktoren neben Kramer waren Bruno Balscheit (1948–1951), Carmen Weingartner-Studer (1951–1956), Albert Böhler (1951–1956), Paul Furrer (1957–1977) und Berthe Wicke (1957–1977).
1977 entschlossen sich die auf chilenische Anregung gegründeten Schweizer Christen für den Sozialismus, bei den Neuen Wegen mitzuarbeiten; Willy Spieler und Albert Böhler übernahmen die Redaktion. 1980 erhielt sie einen neuen Untertitel: Beiträge zu Christentum und Sozialismus. Zwischen 1982 und 2007 betreute Willy Spieler die Zeitschrift allein, unterstützt von einer Redaktionskommission. In den Neuen Wegen wurden wichtige Texte der Befreiungstheologie und der feministischen Theologie publiziert, und Spieler machte sie zum Ort einer unpolemischen Diskussion der Schweizer Linken «über linke und grüne Parteigrenzen hinweg». Insbesondere gefördert wurde die theoretische und praktische Diskussion zur Selbstverwaltung. 1989 fusionierten die Religiös-soziale Vereinigung und die Christen für den Sozialismus zur Religiös-sozialistischen Vereinigung der Deutschschweiz, die der Zeitschrift bis heute verbunden geblieben ist. Zum 100-Jahr-Jubiläum 2006 würdigten beide Schweizer Landeskirchen die Bedeutung der Neuen Wege und der religiös-sozialen Bewegung als «Sauerteig» des offiziellen Christentums, und der Publizist Michael Meier nannte die Zeitschrift ein «sozialethisches Kompetenzzentrum der Globalisierungskritiker».
Ab 2008 führte sie einen neuen Untertitel: Beiträge zu Religion und Sozialismus, ab 2018: Religion. Sozialismus. Kritik.